# Сегнозавр
Сегнозавр (латинська Segnosaurus, дос. «незграбний ящір», від лат. segnis, дос. «незграбний» або «повільний» і дав.-гр. σαῦρος — «ящір») — рід тероподових динозаврів, що належать до родини теризинозавридів. Типовий вид S. galinensis, був описаний у 1979 році монгольським палеонтологом Алтангерелем Перлі. Три зразки, що складаються з нижньої щелепи, тазу, задніх кінцівок, неповних передніх кінцівок і хребців.
Сегнозавра можна відрізнити від інших теризинозавридів по мезиальності зубів нижньої щелепи, які помітно загострені, тільки злегка зігнуті й помірно вузькі. Виріст нижньої щелепи, до якого кріпляться щелепні м'язи починається від чотирнадцятого зуба і йде назад до половини довжини нижньої щелепи, на відміну від шельфу ерлікозавра, який починався від п'ятого зуба. А це означає, що у сегнозавра не було великих щік, як у ерлікозавра.

Сегнозавр на марці Азербайджану захищає гніздо від овіраптораСегнозавр на марці Азербайджану захищає гніздо від овіраптора
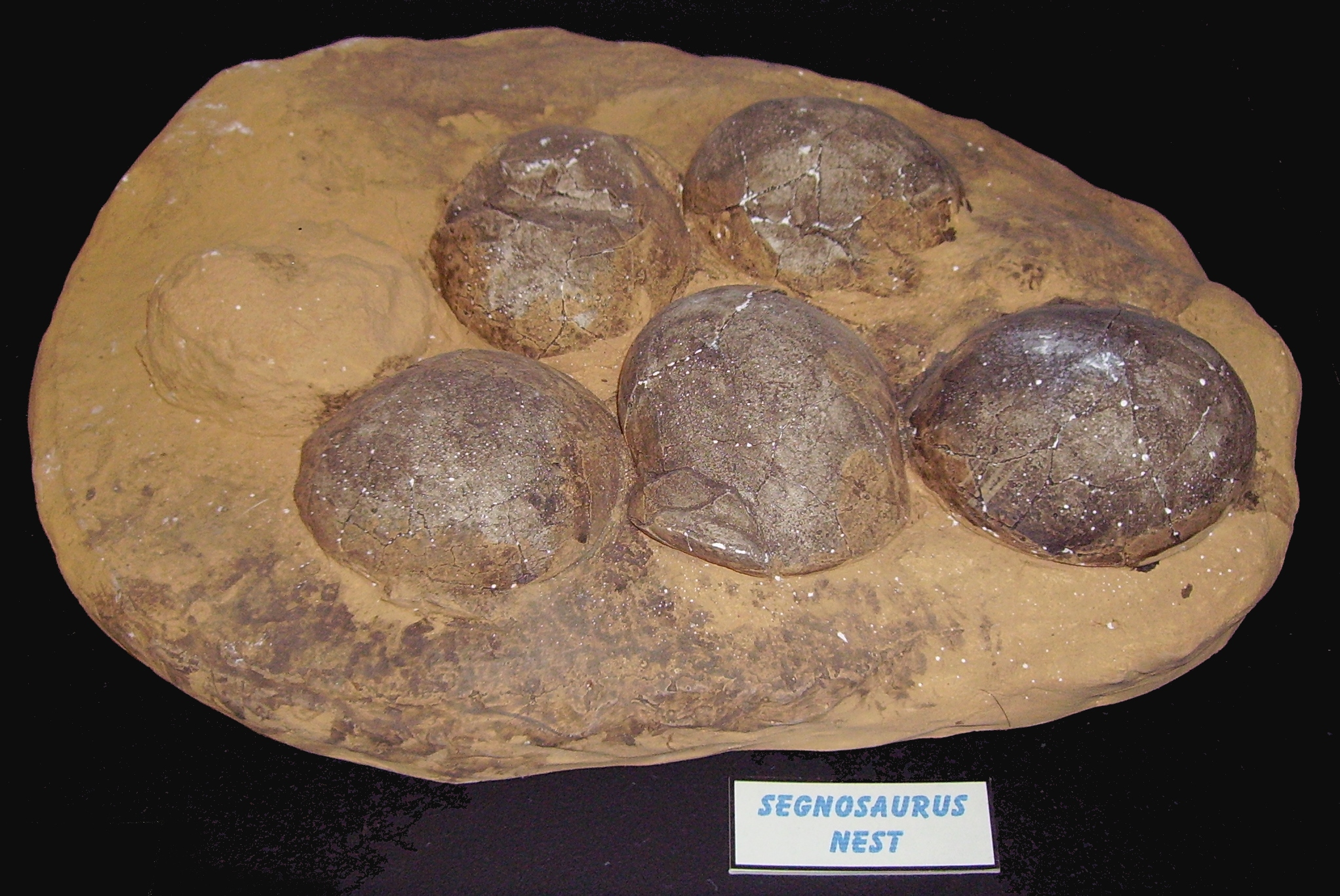
Викопна кладка сегнозавра

## Сегнозавр у світовій культурі
Сегнозавр згадувався в романі Роберта Беккера «Раптор».